# Kasteel Nassau
De ruïne van kasteel Nassau (Duits: Burg Nassau) verheft zich nabij de gelijknamige stad Nassau boven de rivier de Lahn, in de Rhein-Lahn-Kreis in de Duitse deelstaat Rijnland-Palts, en is een typisch voorbeeld van een hoogteburcht. De bouwers kwamen uit het Huis Nassau, dat nog steeds de koningen van Nederland en de groothertogen van Luxemburg levert.

## Geschiedenis
De eerste vermelding van kasteel Nassau is in 1093 met de vermelding van graaf Dudo van Laurenburg in de eerste stichtingsoorkonde van de Abdij van Maria Laach. Aangezien deze oorkonde door historici als een vervalsing wordt beschouwd, is dit jaartal niet betrouwbaar. De bouw van het kasteel vond plaats rond het jaar 1100. In 1120 namen Rupert I van Laurenburg en zijn broer Arnold I bezit van de kasteelberg met de daarop staande woontoren. Ze lieten het kasteel in 1124 verbouwen en uitbreiden.
Aangezien het kasteel in die tijd echter op de grond van het bisdom Worms lag, ontwikkelde zich uit de inbezitname van de twee broers een verbitterde strijd tussen hun familie en de Dom van Worms, die pas in 1159 door tussenkomst van Hillin van Fallemaigne, de aartsbisschop en keurvorst van Trier, bijgelegd kon worden. De Laurenburgse grafelijke familie deed afstand van hun allodiale recht en werd in ruil daarvoor door de aartsbisschop met kasteel en heerlijkheid Nassau beleend. Voortaan noemden de Laurenburgers zichzelf naar hun nieuwe stamburcht "Graven van Nassau". Voor de eerste keer gebeurde dit in 1160 met Hendrik I van Nassau.
Diens achterneef Hendrik II "de Rijke" liet in de periode 1220-1230 een ridderzaal bouwen in de stijl van de laatromantiek. In 1255 kwam het tot de Prima divisio, waarbij het graafschap Nassau tussen Hendriks zonen Walram II en Otto I verdeeld werd. Kasteel Nassau bleef echter in gemeenschappelijk bezit van de twee broers en hun opvolgers tot 1815.
In de eerste helft van de 14e eeuw werd de, nu weer opgebouwde, 33 meter hoge, vijfhoekige donjon gebouwd. In 1346 werd ook een tweede kasteeltoren genoemd, maar die bestaat niet meer. Tijdens een familievete tussen Rupert "de Krijgshaftige" van Nassau-Sonnenberg en Johan I van Nassau-Siegen werden in 1372 de aantoonbaar ooit bestaande burchtmannenhuizen verwoest.
Tot het einde van de middeleeuwen werd kasteel Nassau bewoond, daarna werd het echter als residentie van de graven opgegeven. Daarmee zette het geleidelijke verval van het kasteel in.
Een gravure door Matthäus Merian uit 1655 toont weliswaar nog een intacte ridderzaal en donjon alsmede een poortgebouw, maar in de eindfase van de Tweede Wereldoorlog werden de overgebleven ruïnes verwoest. Toen er in 1970 begonnen werd met het blootleggen van de rechthoekige ringmuur, was er van de restanten bijna niets meer voorhanden.

## Huidige situatie
Kasteel Nassau kwam in 1965 in bezit van de Staatlichen Schlösserverwaltung Rheinland-Pfalz (later Burgen, Schlösser, Altertümer Rheinland-Pfalz).
Vanaf 1976 volgde de restauratie van de donjon: het schilddak, de kantelen en de erkertorens werden weer opgebouwd naar de gravure van Merian en de zes tot acht meter hoge booggewelven binnenin werden hersteld. Bovendien werd de opening naar de kerker in de kelder van de toren blootgelegd. De wederopbouw van de ridderzaal volgde van 1979 tot 1980, waarbij laatgotische vensterarcaden herontdekt werden.
De donjon is van april tot oktober te bezoeken. De trappentoren, die aan de oostkant is gebouwd, leidt naar een rondom gelegen galerij met een goed uitzicht over Nassau en de omgeving. Op de derde verdieping van de donjon heeft de burgerlijke stand van de stad Nassau een trouwzaal. De ridderzaal herbergt nu een restaurant.

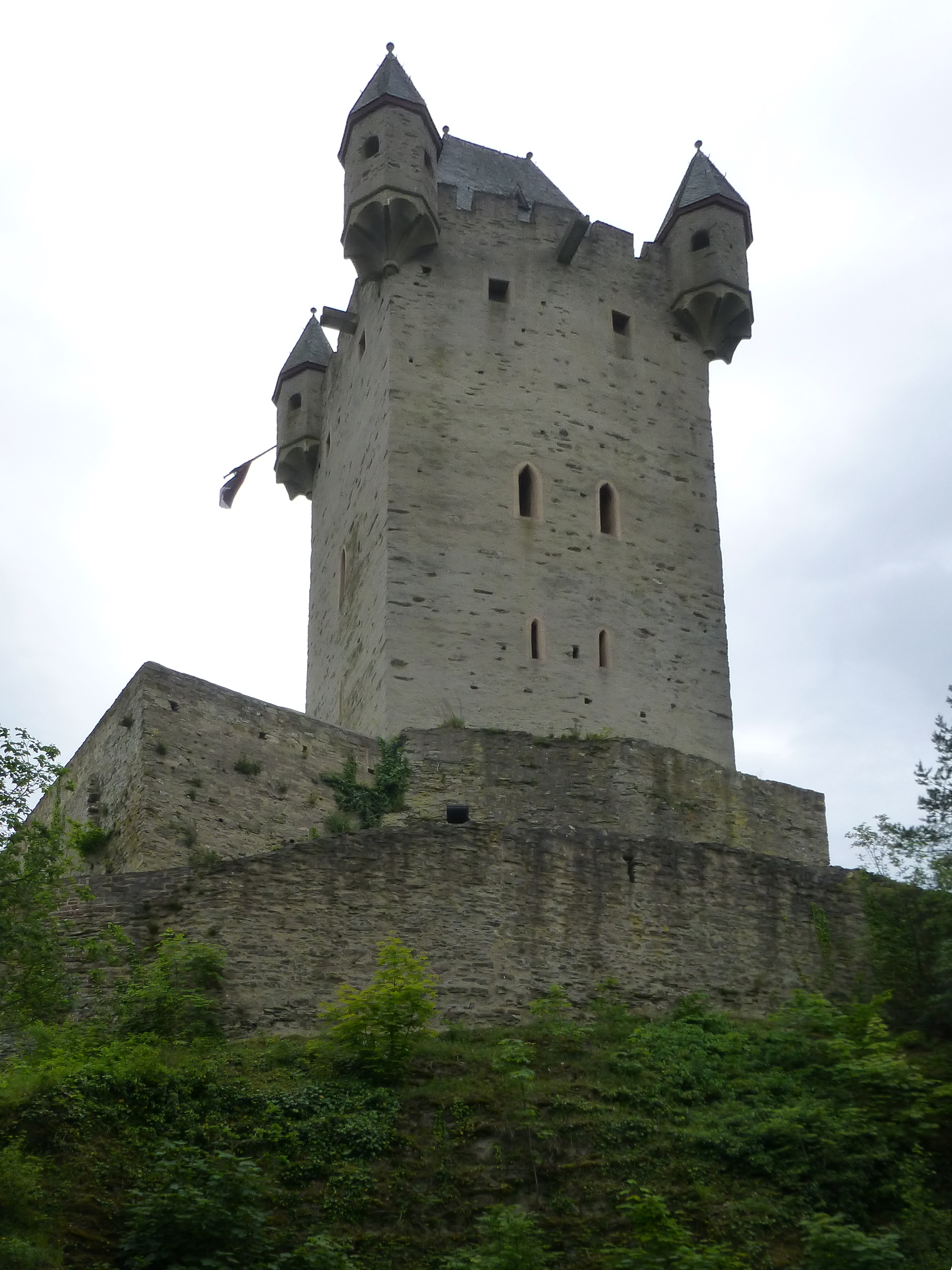
Zicht op de noordwestzijde
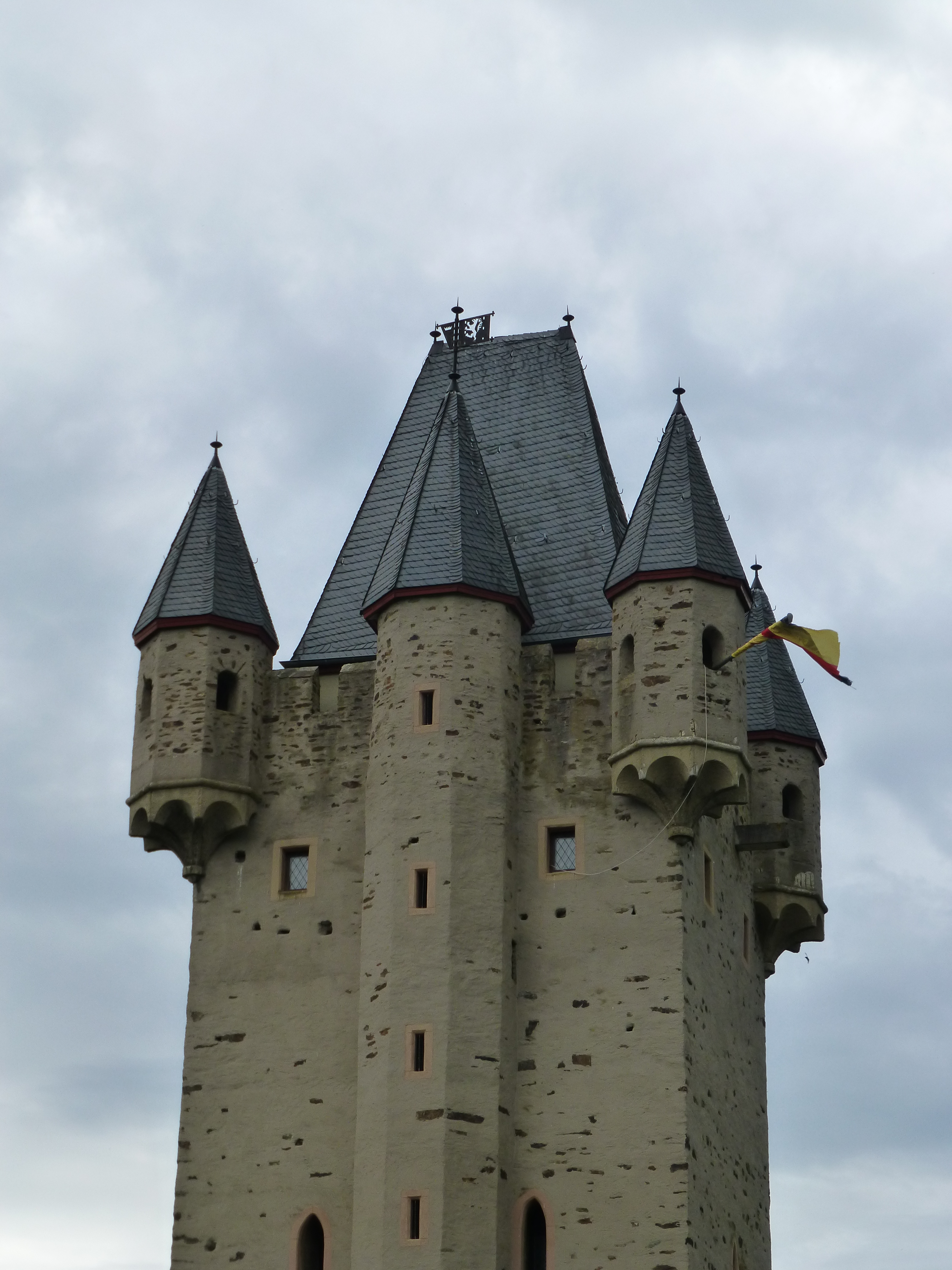
Detail van de donjon met erkertorens op elke hoek
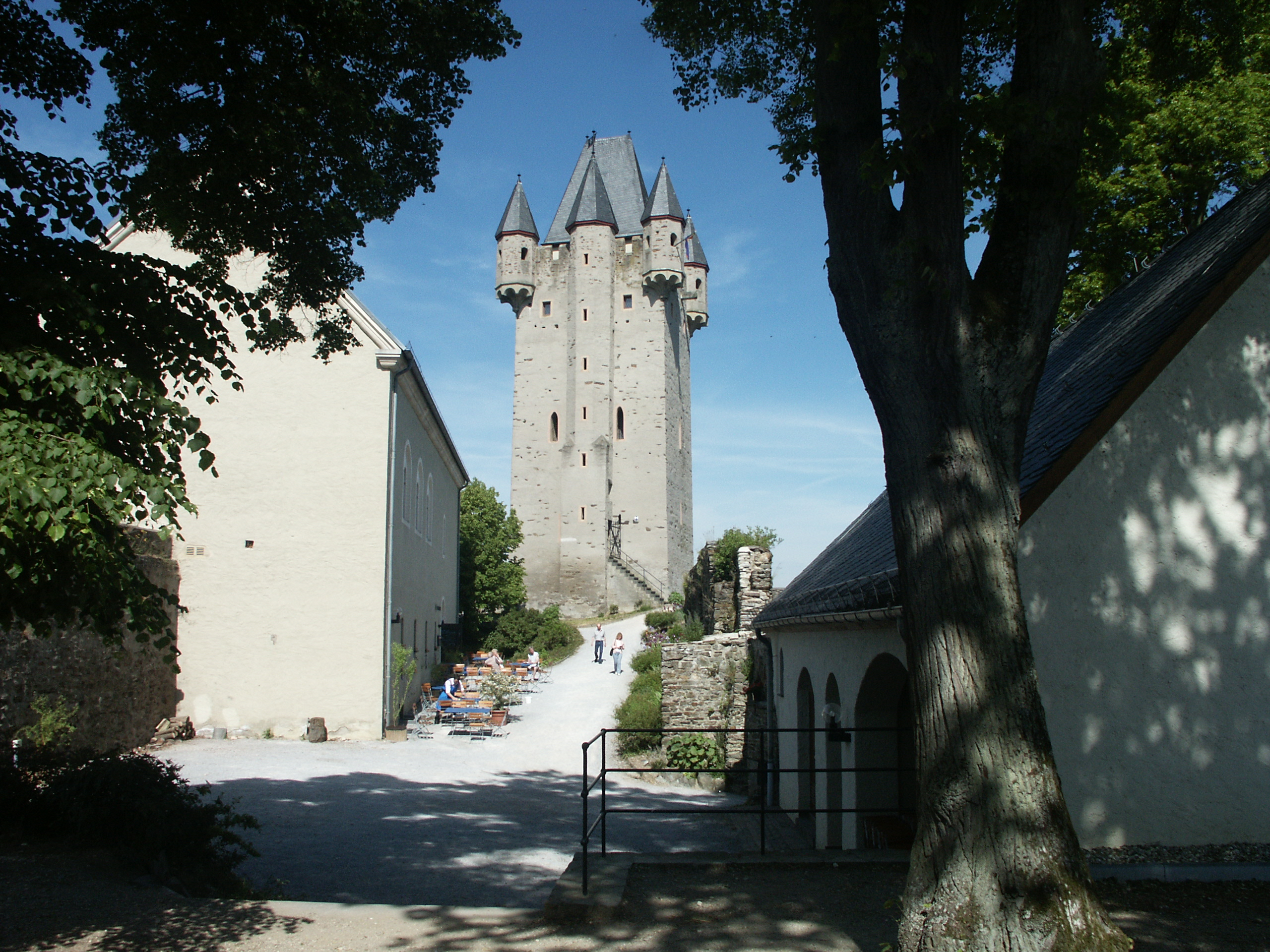
Kasteel Nassau in 2004
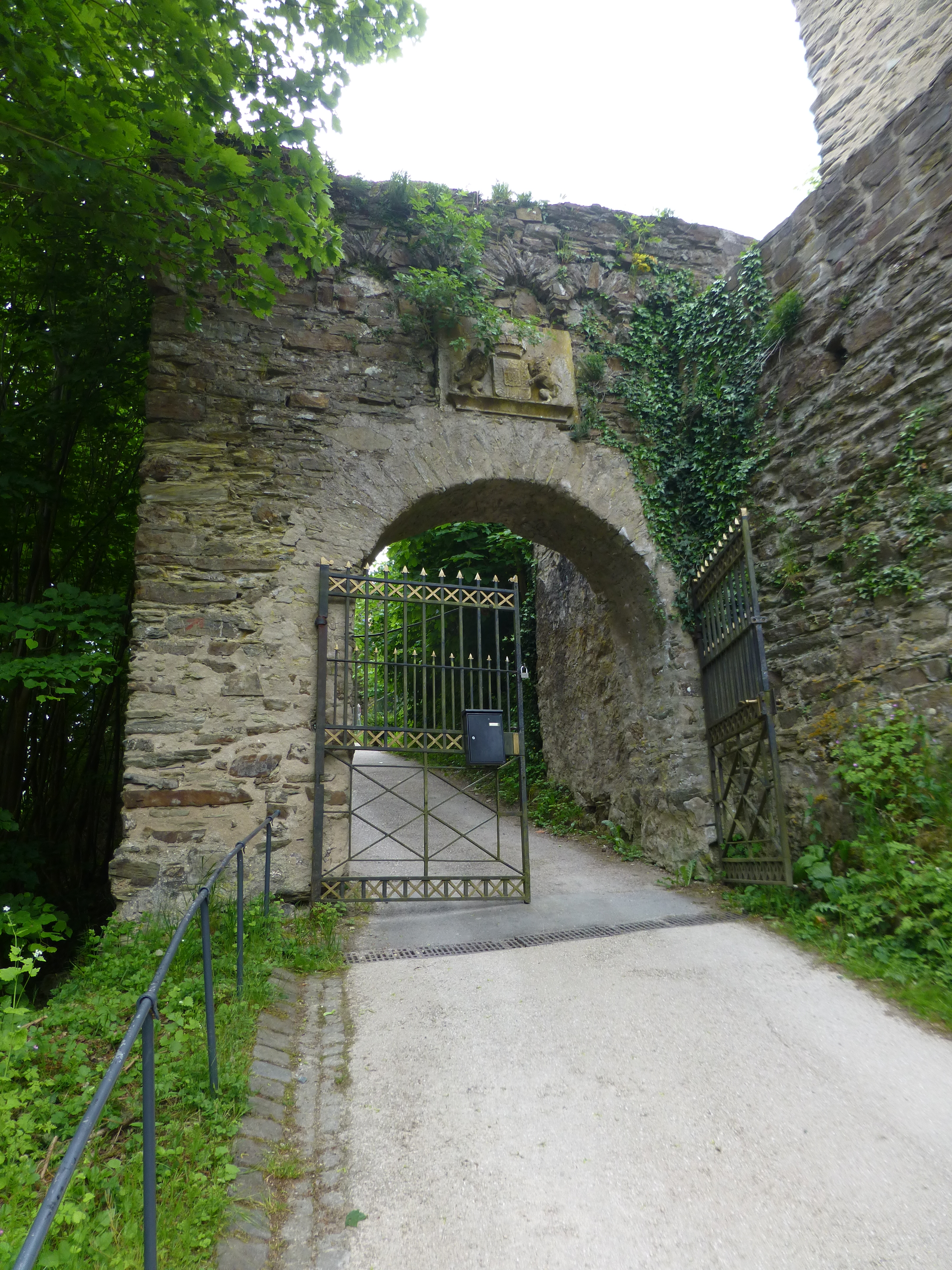
Kasteelpoort
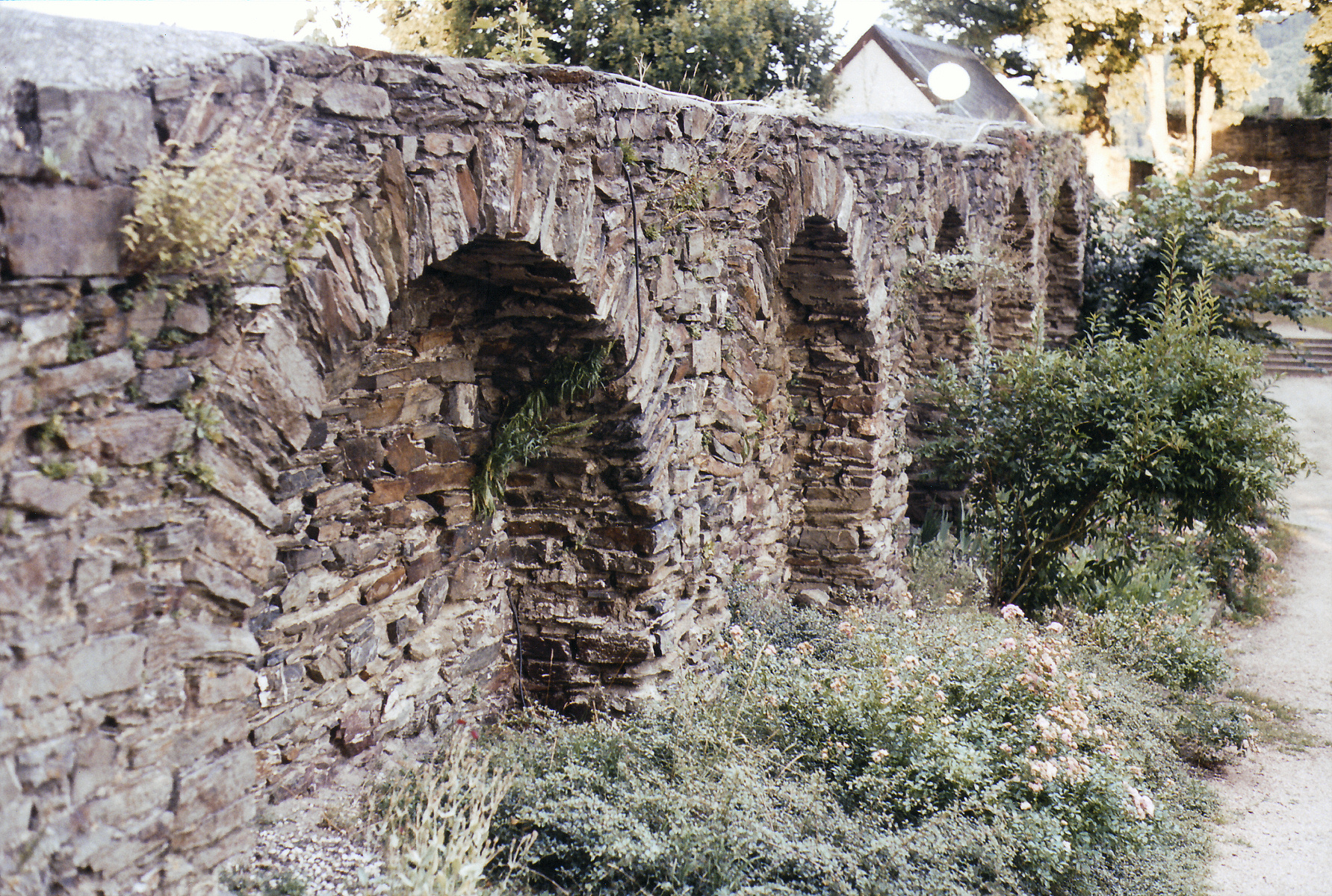
Restanten van de ringmuur